# 荒木喜代志
荒木 喜代志（あらき きよし、1949年6月24日 - ）は、日本の外交官。2011年（平成23年）1月11日から2013年（平成25年）10月16日まで、トルコ駐箚特命全権大使。

## 経歴・人物
東京都出身。東京都立日比谷高等学校を経て1972年（昭和47年）東京大学法学部を卒業して、外務省に入省する。外務省総合外交政策局国際社会協力部ジュネーブ条約本部長、外務省経済協力局審議官、在カナダ日本国大使館公使を経て、2004年参議院国際部長、参議院参事。2006年駐スリランカ特命全権大使、2009年国際テロ対策担当大使、2009年（平成21年）10月生物多様性条約第10回締結国会議（COP10）担当大使を経て、2011年（平成23年）1月11日から2013年（平成25年）まで、トルコ駐箚特命全権大使。2013年11月1日電気事業連合会顧問。同年12月外務省参与。2015年住友倉庫監査役。2019年トルコ・日本科学技術大学理事会理事、日本国際問題研究所客員研究員。2023年、瑞宝中綬章受章。

## 同期
- 天野之弥（09年国際原子力機関事務局長・05年在ウィーン国際機関日本政府代表部大使）
- 小松一郎（13年内閣法制局長官・11年駐フランス大使・08年駐スイス大使・05年外務省国際法局長・03年外務省欧州局長）
- 武藤正敏（10年駐韓大使・07年駐クウェート大使）
- 小島誠二（12年関西担当大使・10年駐タイ大使・09年儀典長・08年科学技術協力担当大使・06年駐パキスタン大使）
- 神余隆博（12年関西学院大学副学長・08年駐ドイツ大使・06年国連大使（次席））
- 高橋文明（09年駐スペイン大使・03年駐カンボジア大使）
- 野本佳夫（08年駐スロバキア大使）
- 石栗勉（京都外国語大学教授・国連アジア太平洋平和軍縮センター所長）
- 石川薫（日本国際フォーラム研究本部長・10年駐カナダ大使・07年駐エジプト大使・05年外務省経済局長）
- 伊藤誠（10年駐ブルガリア大使・06年駐タンザニア大使）
- 近藤誠一（10年文化庁長官・08年駐デンマーク大使・06年ユネスコ大使）
- 橋広治（10年駐パプアニューギニア大使）
- 峯村保雄（11年駐エルサルバドル大使）
- 肥塚隆（13年迎賓館長・10年駐オランダ大使・07年宮内庁式部副長・04年駐ホンジュラス大使）
- 山口英一（10年駐バチカン大使・07年駐コスタリカ大使）
- 横田順子（10年駐ラオス大使）
- 佐藤英夫（11年駐イスラエル大使・09年駐バーレーン大使・08年駐アフガニスタン大使）
- 二階尚人（14年駐チリ大使・11年駐ガーナ大使）
- 松原昭（12年駐マリ大使）